# Panzeria sulcocarina
Panzeria sulcocarina är en tvåvingeart som först beskrevs av Tothill 1921.  Panzeria sulcocarina ingår i släktet Panzeria och familjen parasitflugor. Inga underarter finns listade i Catalogue of Life.